# Galle (by)
 For alternative betydninger, se Galle (flertydig). (Se også artikler, som begynder med Galle)
Galle (tamil: காலி, singalesisk: ගාල්ල) er en by i det sydlige Sri Lanka, med et indbyggertal (pr. 2001) på cirka 100.000. Byen er hovedstad i distriktet af samme navn, og ligger 119 kilometer syd for landets hovedstad Colombo.
I forbindelse med Jordskælvet i Det Indiske Ocean 2004 ramte en stor tsunamibølge Galle. Byen blev udsat for massive ødelæggelser, og tusinder af mennesker omkom.
6°03′N 80°13′Ø / 6.050°N 80.217°Ø
- Wikimedia Commons har flere filer relateret til Galle (by)